# Ernest Nègre
Ernest Nègre (* 11. Oktober 1907 in Saint-Julien-Gaulène, Département Tarn; † 15. April 2000 in Toulouse) war ein französischer Kanoniker, Romanist, Okzitanist und Ortsnamenforscher.

## Leben und Werk
Nègre schloss 1927 sein Studium als licencié ès lettres ab und wurde 1933 zum katholischen Priester geweiht. Dann durchlief er eine Karriere als Gymnasiallehrer an verschiedenen katholischen Schulen. 1958 habilitierte  er sich in Toulouse mit den Thèses Toponymie du canton de Rabastens, Tarn (Paris 1959, Toulouse 1981) und Les Noms de lieux du Tarn (Paris 1959, 1972, 1986) und wurde Professor für Philologie und okzitanische Literatur am Katholischen Institut von Toulouse. Von 1972 bis 1977 war er als Nachfolger von Joseph Salvat Leiter des dortigen Collège d’Occitanie.

Nègre erhielt 1981 den Prix Albert Dauzat der Société Française d'Onomastique.

## Weitere Werke
- Les Noms de lieux en France, Paris  1963, 1977
- (Hrsg.) Auger Gaillard, Œuvres complètes, Paris 1970, Toulouse 1981
- (Hrsg.) Gustave Farenc, Flore occitane du Tarn, Agen 1973
- (Hrsg.) Mathieu Blouin, Les Troubles à Gaillac, Toulouse 1976
- (Mitarbeiter) Xavier Ravier, Atlas linguistique et ethnographique du Languedoc occidental, Paris 1978–1993
- (Bearbeiter) Joseph Salvat, Gramatica occitana dels parlars lengadocians, 4. Auflage, Toulouse 1978, 5. Auflage 1998
- Toponymie générale de la France. Etymologie de 35000 noms de lieux (I. Formations préceltiques, celtiques, romanes, II. Formations non-romanes, III. Formations dialectales (suite) et françaises, IV. Errata et addenda aux trois volumes), 4 Bde., Genf 1990–1998
- Contes de Gaulena, Toulouse 1992